# Skin-walker
Pour les articles homonymes, voir Skinwalkers.

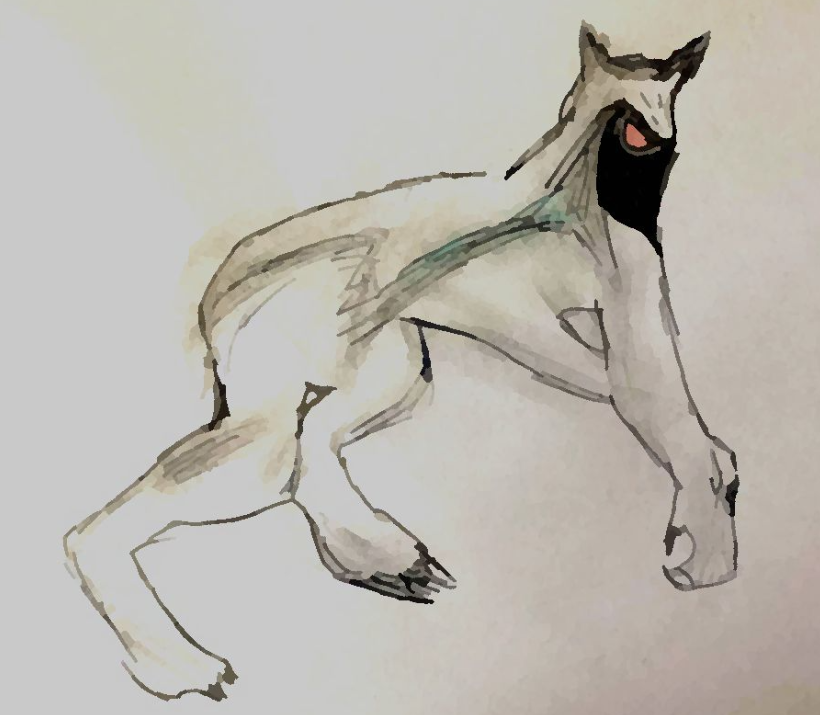
Illustration artistique d'un Skin-Walker. (peinture)

Le skin-walker ou skinwalker (littéralement : « marcheur de peau ») est, dans la culture navajo, un type de chaman malveillant qui peut se métamorphoser, s'emparer, ou prendre l'apparence d'un animal ou d'une personne.
Selon les légendes, les skinwalkers se transforment souvent en loup, chien, corbeau ou coyote. Ce sont des guérisseurs devenus « mauvais » et qui ont commencé à utiliser leur pouvoir et magie pour faire du mal ou provoquer le malheur aux autres.

## Origines
Dans le langage Navajo, yee naaldlooshii se traduit par « grâce à ça, il va à quatre pattes ». Bien que la variété la plus communément vue dans la fiction par la population non-Navajo, le yee naaldlooshii est l'une des différentes variétés de skin-walkers dans la culture Navajo ; plus précisément, elle est du type ’ánti’įhnii.
Les sorciers Navajos, incluant les skin-walkers, représentent l'antithèse des valeurs de la culture Navajo. Tandis que les guérisseurs traditionnels sont appelés hommes et femmes médecins (ou autres termes positifs), les sorciers sont au contraire vus comme démoniaques, organisant des cérémonies maléfiques pour pervertir les rites des hommes médecins. Dans l'exercice de leurs fonctions, les guérisseurs traditionnels apprennent à la fois la bonne et la mauvaise magie. La plupart peuvent en assumer la responsabilité, mais certains se laissent corrompre et choisissent de devenir sorciers.
La légende des skin-walkers est mal comprise en dehors de la culture Navajo, principalement à cause de leur réticence à aborder ce sujet avec des étrangers. Adrienne Keene, activiste de la nation Cherokee et fondatrice du blog « Native Appropriation », écrit : « Ce qui arrive quand J. K. Rowling aborde ce sujet, c'est que nous, en tant que Natifs, sommes maintenant exposés à un barrage de questions sur ces croyances et traditions... mais ce ne sont pas des choses qui devraient être discutées avec des étrangers. Du tout. Je suis désolée si cela semble "injuste", mais c'est ainsi que notre culture survit ».

## Légende

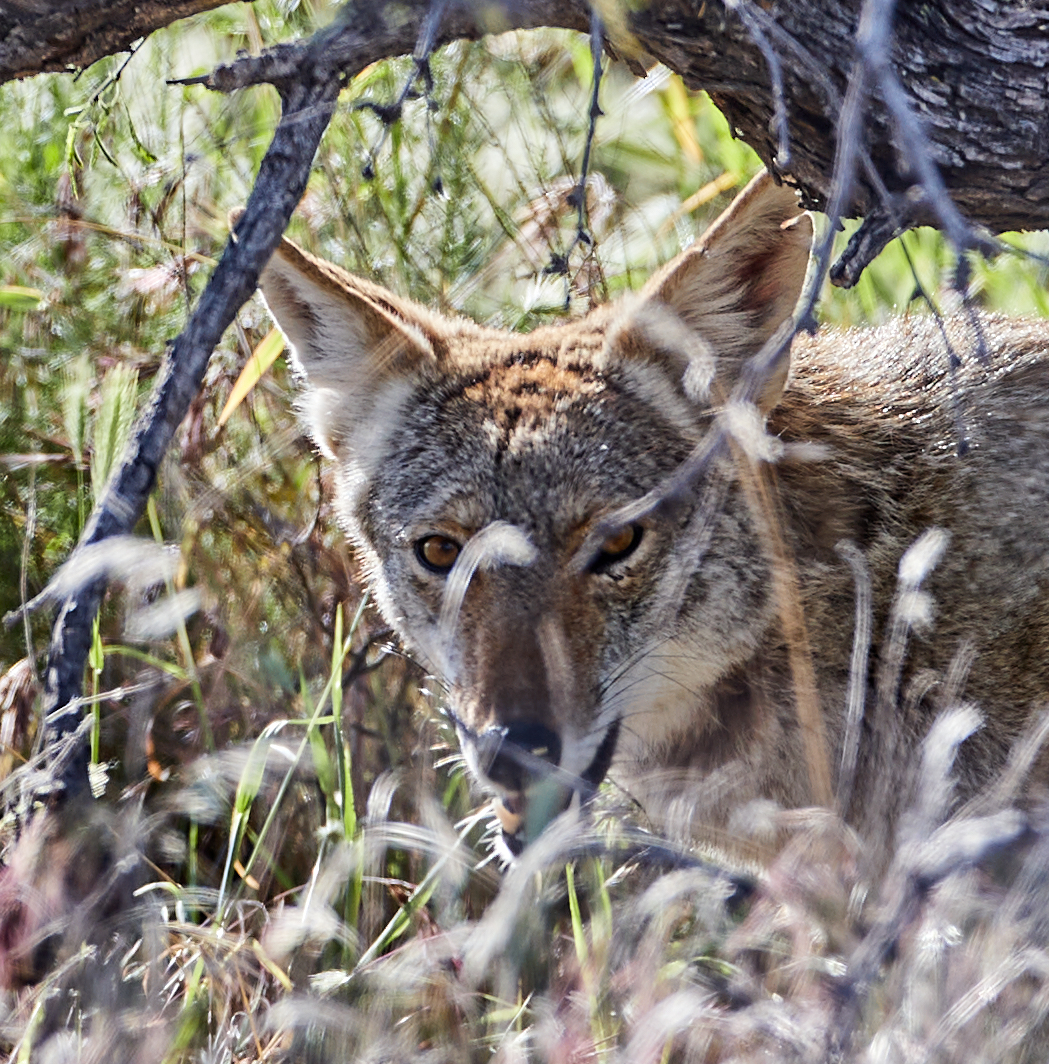
Un coyote, animal associé aux skinwalkers et à la sorcellerie.

Les animaux associés à la sorcellerie incluent les joueurs de tours, tels que les coyotes ; cependant, ils peuvent inclure d'autres créatures, habituellement celles associées avec la mort ou les mauvais présages. Ils peuvent également posséder des animaux vivants ou des personnes et se déplacer dans leurs corps,,. Les skin-walkers peuvent être hommes ou femmes ,.
Il arrive que les enfants Navajo reprennent des légendes urbaines européennes, remplaçant l'antagoniste par un skin-walker.

## Dans la culture populaire contemporaine

### Littérature
- Dans la saga Harry Potter, le skin-walker apparaît sous le nom de animagus [9],[10].

### Télévision
- Dans un épisode du dessin animé Ben 10, Ben est attaqué par le Yenaldooshi et commence ainsi à se transformer en loup-garou de manière temporaire.